# Saint-Laurent-en-Beaumont
Saint-Laurent-en-Beaumont ist eine französische Gemeinde mit 419 Einwohnern (Stand: 1. Januar 2022) im Département Isère in der Region Auvergne-Rhône-Alpes (vor 2016 Rhône-Alpes). Sie gehört zum Arrondissement Grenoble und zum Kanton Matheysine-Trièves.

## Lage
Die Gemeinde Saint-Laurent-en-Beaumont liegt in den Voralpen zwischen den Flüssen Bonne und Drac, etwa 36 Kilometer südsüdöstlich von Grenoble. Umgeben wird Saint-Laurent-en-Beaumont von den Nachbargemeinden Nantes-en-Ratier im Nordwesten und Norden, Siévoz im Norden, Valbonnais im Osten, Saint-Michel-en-Beaumont im Südosten, La Salle-en-Beaumont im Süden, Saint-Pierre-de-Méaroz im Südwesten und Westen, Ponsonnas im Westen sowie Sousville im Nordwesten.
Durch die Gemeinde führt die Route nationale 85.

## Bevölkerungsentwicklung
| Jahr                       | 1962 | 1968 | 1975 | 1982 | 1990 | 1999 | 2009 | 2021 |
| Einwohner                  | 419  | 386  | 277  | 307  | 282  | 372  | 436  | 424  |
| Quellen: Cassini und INSEE |      |      |      |      |      |      |      |      |

## Sehenswürdigkeiten
- Kirche Saint-Laurent
- Kapelle Notre-Dame-de-la-Salette im Ortsteil Charlaix
- Kapelle Présentation-de-la-Sainte-Vierge oder L'Ave-Maria im Ortsteil Malbuisson

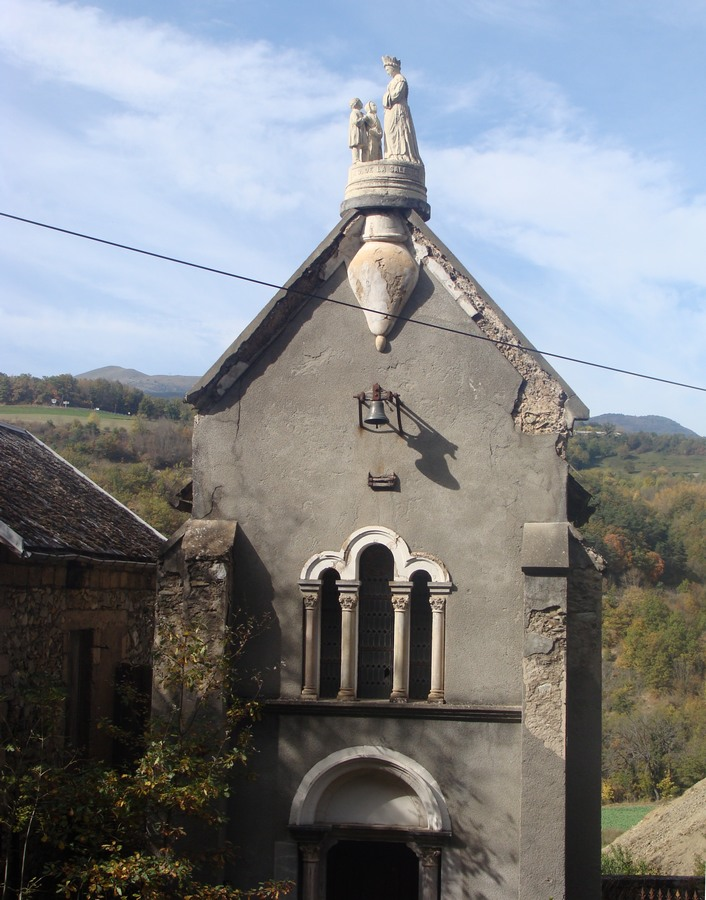
Kapelle Notre-Dame-de-la-Salette